# Adenbach
Adenbach ist eine Ortsgemeinde im Landkreis Kusel in Rheinland-Pfalz. Sie gehört der Verbandsgemeinde Lauterecken-Wolfstein an.

## Geographie
Der Ort liegt im Odenbachtal im Nordpfälzer Bergland in der Westpfalz. Zu Adenbach gehört auch der Wohnplatz Brucherhof.
Im Westen und im Norden grenzt die Gemeinde Adenbach an Odenbach, im Osten an Becherbach, im Süden an Ginsweiler und Cronenberg.

## Geschichte
1957 wurden die Reste eines Hauses aus der Römerzeit gefunden. Die erste urkundliche Erwähnung von Adenbach war 1379 in einer Urkunde der Grafschaft Veldenz. Der Ortsname leitet sich von dem durchfließenden Bach ab, der früher Adolfsbach genannt wurde.
Von 1816 an gehörte Adenbach zum Königreich Bayern und war Teil des Kantons Lauterecken im Rheinkreis. Im Jahr 1840 hatte der Ort 37 Häuser und 296 Einwohner. Er war der katholischen Pfarrei Reipoltskirchen bzw. der evangelischen Pfarrei Odenbach zugeordnet.
Bevölkerungsentwicklung
Die Entwicklung der Einwohnerzahl von Adenbach, die Werte von 1871 bis 1987 beruhen auf Volkszählungen:
| Jahr | Einwohner |
| ---- | --------- |
| 1815 | 181       |
| 1835 | 296       |
| 1871 | 219       |
| 1905 | 225       |
| 1939 | 199       |
| 1950 | 237       |

| Jahr | Einwohner |
| ---- | --------- |
| 1961 | 181       |
| 1970 | 170       |
| 1987 | 181       |
| 1997 | 175       |
| 2005 | 188       |
| 2017 | 137       |

## Politik

### Bürgermeister
Jürgen Klein wurde 1999 Ortsbürgermeister von Adenbach. Bei der Direktwahl am 26. Mai 2019 wurde er mit einem Stimmenanteil von 76,09 % für weitere fünf Jahre in seinem Amt bestätigt. Bei der Direktwahl am 9. Juni 2024 trat Klein nicht mehr an. Es wurde Sven Eckert mit 86,7 % der Stimmen zum Bürgermeister gewählt. Die Wahlbeteiligung lag bei 66,2 %.

### Wappen
| Wappen von Adenbach | Blasonierung: „Im Wellenschnitt linksschräg geteilt, oben in Silber aus der Teilung wachsend ein blauer, rotbewehrter und rotbezungter Löwe, unten in Schwarz nach der Teilung gestellt zwei goldene Ähren, rechts gelehnt und aufrecht, sowie eine goldene Grubenlampe mit roter Flamme.“            |
| Wappen von Adenbach | Wappenbegründung: Der Löwe entstammt den früheren Wappen der Grafen von Veldenz und der Herzöge von Zweibrücken, in deren Territorien Adenbach lag. Ähren und Grubenlampe weisen auf die wirtschaftliche Struktur des Dorfes hin, auf die Landwirtschaft und auf die früheren Kohlen- und Kalkgruben. |

## Verkehr
Im Norden verläuft die Bundesstraße 420. In Lauterecken ist ein Bahnhof der Lautertalbahn.

## Söhne und Töchter der Gemeinde
- Walter Cappel (1918–2004), Pädagoge